# Turopolje
Turopolje is een plaats in de gemeente Velika Gorica in de Kroatische provincie Zagreb. De plaats telt 1033 inwoners (2001).